# Aeroportul Regional Joliet
Aeroportul Regional Joliet (IATA: JOT, ICAO: KJOT, FAA LID: JOT) este un aeroport din Comitatul Will, Illinois, Illinois, Statele Unite ale Americii ce deservește zona Joliet. A fost numit după zona deservită.
Situat la o altitudine de 177 m, aeroportul dispune de 2 piste.

## Infrastructură

### Piste
Aeroportul dispune de 2 piste. Pista 04/22 are suprafața de Iarbă și dimensiunile 2.746 picioare × 150 picioare. Pista 13/31 are suprafața de asfalt și dimensiunile 2.821 picioare × 100 picioare. 